# 비사야족
비사야족(Visayans 또는 Visayan people)은 비사얀해의 여러 제도에 걸쳐 거대한 문화적, 역사적, 언어적 유사성을 공유하고 있는 필리핀의 민족 집단이다. 이들은 하나 또는 그 이상의 비사야어를 하며, 가장 널리 말해지고 있는 것이 세부아노어, 힐리가이논어, 그리고 와라이와라이 어다. 그들은 비사야 제도에서 살아가고 있으며, 민다나오의 많은 지역에 퍼져 있다. 일부는 루손과 같은 필리핀의 다른 지역으로 이주하기도 했다. 하나의 민족언어학적 우산과 비사야에 한정적인 인구에도 불구하고 비사야족은 필리핀에서 가장 큰 민족 집단으로 2010년을 기준으로 인구는 약 3300만 명에 달한다.
카비사이안이란 비사야족 사람들을 집단적으로 일컫거나, 또는 그들이 살고 있는 땅을 일컫기도 한다. 스페인어의 복수형 ‘비사야’(Bisay)로부터 철자화된 ‘비사야스’(Bisayas)는 흔히 지역(비사야 제도)을 일컫는데, 사용된다. 애매한 정의에 기반한, 비사야의 비공식적인 경계는 전통적으로 흔히 비사야 문화를 공유하며, 거주하고 있는 것으로 알려진 다음의 지방들을 구성하고 있다. 아클란, 일로일로, 안티케, 구이마라스, 동네그로스, 서네그로스, 세부, 시쿠이호르, 비홀, 남 레이테, 레이테, 빌리란, 북 사마르, 동 사마르, 사마르, 롬블론, 그리고 마스바테가 있다.

## 용어
H. 오틀리 베이어와 다른 인류학자들에 따르면, ‘비사얀’(Visayan)이라는 용어는 파나이섬에 사는 부족과 네그로스섬의 동쪽에 있는 그들의 거주지, 현재는 폼블론 지방을 구성하고 있는 북쪽에 있는 작은 제도에만 적용되었다. 사실, 스페인 식민지 통치 초기에, 스페인 제국 사람들은 초기에 이 지역을 가리키는 말로만, ‘비사얀’(Visayan)이라는 말을 썼고, 세부, 보홀, 그리고 레이테의 사람들은 오랜 기간 핀타도스(Pintados)로만 알려져 왔다. 비사얀이라는 이름은 이후 이러한 섬들로 확대되었다. 비록 실수일지라도, 여러 초기의 작가들이 그들의 언어가 파나이의 비사야 방언과 밀접하게 연관되어 있다고 언급했기 때문이다. 이러한 유사한 인상은 비사야 어라고 이름붙인 용어의 오스트로네시안 하위군으로 언어학적으로 분류한 사실 데이빗 조크에 의해 조심스럽게 분석되었다. 그는 그들의 하나의 방언 연속체로서의 전체적인 연관관계를 알아챘다. 그러나 방언들과 혼동해서는 안되었다. 왜냐하면, 모든 비사야 어가 동일한 특징을 가지고 있는 것은 아니었기 때문이다.
필리핀 제도에 주둔한 스페인 제국군 보병 대장 그라비엘 리베라도 또한 파나이를 다른 핀타도스 제도들과 구분을 했다. 1579년 3월 20일자 그의 보고서에서,

## 같이 보기
- 비사야 제도
- 타갈로그족
- 카팜팡안족
- 일로카노족
- 이바탄족
- 팡가시난족
- 비콜라노족
- 네그리토
- 루마드족
- 모로족